# Въведение Богородично (Шлегово)
Вижте пояснителната страница за други значения на Въведение Богородично.
„Въведение Богородично“ или „Света Богородица“ (на македонска литературна норма: „Света Богородица“) е възрожденска православна църква в село Шлегово, община Кратово, Северна Македония. Църквата е част от Кривопаланското архиерейско наместничество на Кумановско-Осоговската епархия на Македонската православна църква – Охридска архиепископия.
Църквата е построена в 1861 година. Изградена е от бели камъни. Няколко години по-късно е изградена отделна, красива камбанария. Камбаната е дело на майстор от Сярско.
В църквата има икона на Света Троица от Исай Макриев с надпис „Из рȢка Исаѩ Макарiѡв Дебрали ѿ село Галичникъ 1874“. Икона на Въведение Богородично от църквата е дело на Кузман Макариев и носи надпис: „Прилажисѧ сiѧ Божественаѧ икона ѿ г-на Паѵлета и Мишка и Андона, задȢшевно им спасенiе, 1873 септемврiа 20, Галичникъ изъ рȢки Кузманъ Макарiов“.
Няколко икони са дело на майстор Димитър от Рила. Това са иконите на Свети Меркурий и Света Екатерина, на Архангел Гавриил, на Архангелски събор (от 1874), Въведение Богородично, Света Богородица, Иисус Христос, Свети Йоан Кръстител, Свети Никола, Архангел Михаил (врата) и Света Троица. На иконата на Йоан Кръстител има надпис: „РȢка грѣшта Димитрїѧ ѿ село Рыла в лето 1821“. Тази на Иисус Христос е датирана „в лѣто αωκα“. По-старите от 1861 дати на иконите говорят, че в тази година църквата е била обновена, или чеса донесени от друго място.
В храма има запазени икони от поне два по-стари иконостаса – от XVI век са „Света Неделя“, „Свети Никола“, „Свети Архангел Михаил“, „Света Богородица с Христос“, „Свети Никола“, „Дейсис“, от XVII век са „Света Петка“, „Дейсис“ и „Свети Никола с житийни сцени“.
Част от иконите са на Димитър Папрадишки от 1927 година.